# Клейтон (Алабама)
Клейтон (англ. Clayton) — місто (англ. town) в США, в окрузі Барбур штату Алабама. Населення — 2265 осіб (2020).

## Географія
Клейтон розташований за координатами 31°52′57″ пн. ш. 85°27′38″ зх. д. / 31.88250° пн. ш. 85.46056° зх. д. (31.882414, -85.460541).  За даними Бюро перепису населення США в 2010 році місто мало площу 17,29 км², уся площа — суходіл.

## Демографія
Згідно з переписом 2010 року, у місті мешкало 3008 осіб у 552 домогосподарствах у складі 349 родин. Густота населення становила 174 особи/км².  Було 649 помешкань (38/км²).
Расовий склад населення:
| - 63,8 % — чорних або афроамериканців - 35,8 % — білих |

До двох чи більше рас належало 0,3 %. Частка іспаномовних становила 0,6 % від усіх жителів.
За віковим діапазоном населення розподілялося таким чином: 11,9 % — особи молодші 18 років, 81,0 % — особи у віці 18—64 років, 7,1 % — особи у віці 65 років та старші. Медіана віку мешканця становила 34,8 року. На 100 осіб жіночої статі у місті припадало 317,2 чоловіків;  на 100 жінок у віці від 18 років та старших — 379,4 чоловіків також старших 18 років.
Середній дохід на одне домашнє господарство  становив 34 660 доларів США (медіана — 25 203), а середній дохід на одну сім'ю — 49 255 доларів (медіана — 36 250). Медіана доходів становила 31 719 доларів для чоловіків та 17 051 долар для жінок. За межею бідності перебувало 29,3 % осіб, у тому числі 53,5 % дітей у віці до 18 років та 22,3 % осіб у віці 65 років та старших.
Цивільне працевлаштоване населення становило 392 особи. Основні галузі зайнятості: освіта, охорона здоров'я та соціальна допомога — 22,4 %, виробництво — 21,4 %, публічна адміністрація — 14,3 %, роздрібна торгівля — 9,2 %.